# Onthophagus capelliformis
Onthophagus capelliformis là một loài bọ cánh cứng trong họ Bọ hung (Scarabaeidae).